# DejaVu
Семейство шрифтов DejaVu — модификация шрифтов Bitstream Vera, разработанная с целью охвата большого количества символов. Семейство Bitstream Vera изначально содержало в основном латинские буквы, однако было выпущено по лицензии, допускающей изменения.
Проект был начат Штепаном Рогом (Štěpán Roh). Через некоторое время в проект влились другие проекты, также нацеленные на расширение семейства Bitstream Vera. Шрифты семейства DejaVu являются свободным программным обеспечением и, таким образом, могут использоваться во множестве разных документов и программ, в том числе и быть в них внедрёнными. Некоторые дистрибутивы GNU/Linux (Ubuntu, OpenSUSE, Mandriva Linux) поставляются по умолчанию со шрифтами DejaVu. Также эти шрифты включаются в установочные пакеты OpenOffice.org.

## Охват
DejaVu — это развивающийся проект, участники которого надеются полностью охватить подмножества Юникода MES-1, MES-2 и, возможно, MES-3 (?).
В версии 2.28 шрифт DejaVu Sans содержит 3611 глифов, 3525 символов и 2558 кернинговых пар. Он включает в себя символы из блоков:
- Латиница (96)
- Latin-1 Supplement (96)
- Latin Extended-A (128), Latin Extended-B (194)
- IPA Extensions (96)
- Spacing Modifier Letters (63)
- Combining Diacritical Marks (89)
- Греческий (и коптский) (124)
- Кириллица (248)
- Cyrillic Supplement (16)
- Армянский (86)
- Арабский (110)
- Фонетические дополнения (68)
- Phonetic Extensions Supplement (37)
- Latin Extended Additional (246)
- Greek Extended (233)
- Обычная пунктуация (87)
- Надстрочные и подстрочные (29)
- Денежные символы (19)
- Combining Diacritical Marks for Symbols (2)
- Буквообразные символы (29)
- Числовые символы (49)
- Стрелки (112)
- Математические операторы (216)
- Технические символы (19)
- Control Pictures (2)
- Enclosed Alphanumerics (10)
- Блочные элементы (32)
- Геометрические фигуры (96)
- Дополнительные символы (161)
- Символы и значки (174)
- Математические знаки-A (5)
- Braille Patterns (256)
- Математические знаки-B (9)
- Supplemental Mathematical Operators (54)
- Miscellaneous Symbols and Arrows (2)
- Внутренние символы (8)
- Alphabetic Presentation Forms (12)
- Arabic Presentation Forms-A (70)
- Arabic Presentation Forms-B (141)
- Specials (1)

DejaVu Serif содержит 1820 глифов, 1806 символов и 1300 кернинговых пар в версии 2.8.
- DejaVu Serif
- DejaVu Sans Mono
- DejaVu Sans